# Фішіано
Фішіано (італ. Fisciano) — муніципалітет в Італії, у регіоні Кампанія,  провінція Салерно.
Фішіано розташоване на відстані близько 240 км на південний схід від Рима, 50 км на схід від Неаполя, 10 км на північ від Салерно.
Населення — 13 828 осіб (2014).
Щорічний фестиваль відбувається 5 квітня. Покровитель — San Vincenzo Ferreri.

## Демографія
Населення за роками:

Станом на 1 січня 2023 року в муніципалітеті офіційно проживало 908 іноземців з 58 країн, серед них 223 громадяни країн Євросоюзу та 123 громадяни України.

## Сусідні муніципалітети
- Бароніссі
- Кальваніко
- Кастільйоне-дель-Дженовезі
- Джиффоні-Сеї-Казалі
- Меркато-Сан-Северино
- Монторо-Інферіоре
- Монторо-Суперіоре